# Sipalay
Sipalay è una città componente delle Filippine, situata nella Provincia di Negros Occidental, nella Regione di Visayas Occidentale.
Sipalay è formata da 17 baranggay:
- Barangay 1 (Pob.)
- Barangay 2 (Pob.)
- Barangay 3 (Pob.)
- Barangay 4 (Pob.)
- Barangay 5 (Pob.)
- Cabadiangan
- Camindangan
- Canturay
- Cartagena
- Cayhagan
- Gil Montilla
- Mambaroto
- Manlucahoc
- Maricalum
- Nabulao
- Nauhang
- San Jose